# Шварцбах (Лужица)
Шварцбах (њем. Schwarzbach) општина је у њемачкој савезној држави Бранденбург. Једно је од 25 општинских средишта округа Обершпревалд-Лаузиц. Према процјени из 2010. у општини је живјело 759 становника. Посједује регионалну шифру (AGS) 12066292.

## Географски и демографски подаци
Шварцбах се налази у савезној држави Бранденбург у округу Обершпревалд-Лаузиц. Општина се налази на надморској висини од 100 метара. Површина општине износи 15,8 km². У самом мјесту је, према процјени из 2010. године, живјело 759 становника. Просјечна густина становништва износи 48 становника/km².